# Maniola wagneri
Maniola wagneri is een vlinder uit de onderfamilie Satyrinae van de familie Nymphalidae. De wetenschappelijke naam van de soort is voor het eerst geldig gepubliceerd in 1846 door Gottlieb August Wilhelm Herrich-Schäffer.